# Allochrotus poecilus
Allochrotus poecilus är en tvåvingeart som beskrevs av Philippi 1865. Allochrotus poecilus ingår i släktet Allochrotus och familjen dansflugor. Inga underarter finns listade i Catalogue of Life.